# Lohmanniidae
Lohmanniidae zijn  een familie van mijten. Bij de familie zijn 25 geslachten met circa 200 soorten ingedeeld.